# Campeonato Maranhense de Futebol de 2013
O Campeonato Maranhense de Futebol de 2013 foi a 92ª edição do Campeonato Maranhense de Futebol, ela é organizada pela Federação Maranhense de Futebol. A competição indica um representante maranhense na Copa do Brasil 2014 e o representante para a Série D 2014.

## Regulamento
O Campeonato Maranhense de Futebol de 2013 será disputado em dois turnos. No 1º turno, As dez equipes jogam entre si e os quatro primeiros colocados fazem as semi finais. Os vencedores farão a final do 1º turno. O 2º turno será igual ao 1º turno. Os campeões de cada turno fazem a final do campeonato em duas partidas, com vantagem para a equipe de melhor campanha no torneio. O Campeão Maranhense de 2013 disputará a Copa do Brasil e o  Brasileirão Série D do próximo ano. 

Os critérios para desempate em números de pontos são os seguintes, aplicados necessariamente na ordem em que aparecem: 

1. Maior número de vitórias; 

2. Melhor saldo de gols;

3. Maior número de gols pró;

4. Confronto direto (quando o empate for entre apenas duas equipes);

5. Menor número de cartões vermelhos;

6. Menor número de cartões amarelos;

7. Sorteio.

## Primeiro turno
| Classificação 1º Turno | Classificação 1º Turno       | Classificação 1º Turno | Classificação 1º Turno | Classificação 1º Turno | Classificação 1º Turno | Classificação 1º Turno | Classificação 1º Turno | Classificação 1º Turno | Classificação 1º Turno | Classificação 1º Turno |
| Pos                    | Time                         | PG                     | J                      | V                      | E                      | D                      | GP                     | GS                     | SG                     | %                      |
| ---------------------- | ---------------------------- | ---------------------- | ---------------------- | ---------------------- | ---------------------- | ---------------------- | ---------------------- | ---------------------- | ---------------------- | ---------------------- |
| 1                      | Sampaio Corrêa               | 18                     | 8                      | 5                      | 3                      | 0                      | 23                     | 6                      | 17                     | 75.0                   |
| 2                      | Maranhão                     | 15                     | 8                      | 4                      | 3                      | 1                      | 16                     | 8                      | 8                      | 62.5                   |
| 3                      | Imperatriz                   | 14                     | 8                      | 4                      | 2                      | 2                      | 13                     | 8                      | 5                      | 58.3                   |
| 4                      | Bacabal                      | 14                     | 8                      | 4                      | 2                      | 2                      | 14                     | 16                     | -2                     | 58.3                   |
| 5                      | Santa Quitéria               | 11                     | 8                      | 3                      | 2                      | 3                      | 14                     | 13                     | 1                      | 45.8                   |
| 6                      | Balsas                       | 9                      | 8                      | 2                      | 3                      | 3                      | 12                     | 14                     | -2                     | 37.5                   |
| 7                      | São José-MA                  | 6                      | 8                      | 0                      | 6                      | 2                      | 9                      | 13                     | -4                     | 25.0                   |
| 8                      | Cordino                      | 5                      | 8                      | 1                      | 2                      | 5                      | 14                     | 16                     | -2                     | 20.8                   |
| 9                      | Americano-MA                 | 4                      | 8                      | 1                      | 1                      | 6                      | 8                      | 21                     | -13                    | 16.7                   |
|                        | Classificados às semi-finais |                        |                        |                        |                        |                        |                        |                        |                        |                        |

### Desempenho por rodada
Clubes que lideraram ao final de cada rodada:
| 1   | 2 | 3 | 4 | 5 | 6 | 7 | 8 | 9 |
| SPC |   |   |   |   |   |   |   |   |

Clubes que ficaram na última posição ao final de cada rodada:
| 1   | 2   | 3   | 4   | 5   | 6   | 7   | 8   | 9   |
| IMP | SQT | AME | AME | SQT | AME | AME | AME | AME |

|  | Semifinais     | Semifinais | Semifinais | Semifinais |   |         | Final | Final | Final | Final |
|  |                |            |            |            |   |         |       |       |       |       |
|  | Bacabal        | 1          | 0          | 1          |   |         |       |       |       |       |
|  | Sampaio Corrêa | 0          | 0          | 0          |   |         |       |       |       |       |
|  | Sampaio Corrêa | 0          | 0          | 0          |   | Bacabal | 3     | 0     | 3     |       |
|  |                |            |            |            |   | Bacabal | 3     | 0     | 3     |       |
|  |                | Imperatriz | 3          | 1          | 4 |         |       |       |       |       |
|  | Imperatriz     | Imperatriz | 3          | 1          | 4 | 1       | 0     | 1     |       |       |
|  | Imperatriz     |            |            |            |   | 1       | 0     | 1     |       |       |
|  | Maranhão       | 0          | 0          | 0          |   |         |       |       |       |       |

## Segundo turno
| Classificação 2º Turno | Classificação 2º Turno       | Classificação 2º Turno | Classificação 2º Turno | Classificação 2º Turno | Classificação 2º Turno | Classificação 2º Turno | Classificação 2º Turno | Classificação 2º Turno | Classificação 2º Turno | Classificação 2º Turno |
| Pos                    | Time                         | PG                     | J                      | V                      | E                      | D                      | GP                     | GS                     | SG                     | %                      |
| ---------------------- | ---------------------------- | ---------------------- | ---------------------- | ---------------------- | ---------------------- | ---------------------- | ---------------------- | ---------------------- | ---------------------- | ---------------------- |
| 1                      | Sampaio Corrêa               | 20                     | 8                      | 6                      | 2                      | 0                      | 18                     | 5                      | 13                     | 83.3                   |
| 2                      | Maranhão                     | 19                     | 8                      | 6                      | 1                      | 1                      | 18                     | 7                      | 11                     | 79.1                   |
| 3                      | Bacabal                      | 13                     | 8                      | 4                      | 1                      | 3                      | 17                     | 10                     | 7                      | 54.1                   |
| 4                      | Cordino                      | 13                     | 8                      | 4                      | 1                      | 3                      | 13                     | 11                     | 2                      | 54.1                   |
| 5                      | Imperatriz                   | 10                     | 8                      | 3                      | 1                      | 4                      | 10                     | 10                     | 0                      | 41.7                   |
| 6                      | Balsas                       | 9                      | 8                      | 3                      | 0                      | 5                      | 12                     | 16                     | -4                     | 37.5                   |
| 7                      | São José-MA                  | 8                      | 8                      | 2                      | 2                      | 4                      | 10                     | 11                     | -1                     | 33.3                   |
| 8                      | Santa Quitéria               | 5                      | 8                      | 1                      | 2                      | 5                      | 8                      | 18                     | -10                    | 20.8                   |
| 9                      | Americano-MA                 | 5                      | 8                      | 1                      | 2                      | 5                      | 6                      | 23                     | -17                    | 20.8                   |
|                        | Classificados às semi-finais |                        |                        |                        |                        |                        |                        |                        |                        |                        |

### Desempenho por rodada
Clubes que lideraram ao final de cada rodada:
| 1   | 2   | 3   | 4   | 5   | 6   | 7   | 8   | 9   |
| MAR | MAR | MAR | MAR | SPC | SPC | SPC | MAR | SPC |

Clubes que ficaram na última posição ao final de cada rodada:
| 1   | 2   | 3   | 4   | 5   | 6   | 7   | 8   | 9   |
| SQT | AME | AME | AME | BAL | BAL | AME | AME | AME |

|  | Semifinais     | Semifinais     | Semifinais | Semifinais |   |          | Final | Final | Final | Final |
|  |                |                |            |            |   |          |       |       |       |       |
|  | Bacabal        | 2              | 0          | 2          |   |          |       |       |       |       |
|  | Maranhão       | 0              | 2          | 2          |   |          |       |       |       |       |
|  | Maranhão       | 0              | 2          | 2          |   | Maranhão | 1     | 2     | 3     |       |
|  |                |                |            |            |   | Maranhão | 1     | 2     | 3     |       |
|  |                | Sampaio Corrêa | 0          | 2          | 2 |          |       |       |       |       |
|  | Cordino        | Sampaio Corrêa | 0          | 2          | 2 | 0        | 0     | 0     |       |       |
|  | Cordino        |                |            |            |   | 0        | 0     | 0     |       |       |
|  | Sampaio Corrêa | 1              | 2          | 3          |   |          |       |       |       |       |

## Final do campeonato
| 6 de junho | Imperatriz   | 1 – 0 | Maranhão | Frei Epifânio |
| 19:30      | Lindoval 23' |       |          |               |

| 13 de junho | Maranhão                        | 2 – 1 | Imperatriz | Castelão |
| 20:15       | Casagrande 47' · Casagrande 56' |       | Kelson 40' |          |

## Premiação

### Campeão
| Campeonato Maranhense de 2013 |
| Bandeira de São Luís          |
| ----------------------------- |
| Maranhão Campeão (15° título) |